# Powiat Sächsische Schweiz
Powiat Sächsische Schweiz (niem. Landkreis Sächsische Schweiz) − były powiat w rejencji Drezno, w niemieckim kraju związkowym Saksonia. W związku z reformą administracyjną Saksonii powiat Sächsische Schweiz połączył się z powiatem Weißeritz tworząc powiat Sächsische Schweiz-Osterzgebirge.
Stolicą powiatu Sächsische Schweiz była Pirna.

## Miasta i gminy
(liczba mieszkańców)
Miasto
1. Bad Gottleuba-Berggießhübel(5.990)
2. Bad Schandau (2.999)
3. Dohna (6.119)
4. Heidenau (16.695)
5. Hohnstein (3.671)
6. Königstein/Sächsische Schweiz (2.822)
7. Liebstadt (1.371)
8. Neustadt in Sachsen (14.679)
9. Pirna (39.751)
10. Sebnitz (8.920)
11. Stadt Wehlen (1.724)
12. Stolpen (6.021)

Gminy
1. Bahretal (2.376)
2. Dohma (2.103)
3. Dürrröhrsdorf-Dittersbach (4.609)
4. Gohrisch (2.210)
5. Kirnitzschtal (2.158)
6. Lohmen (3.274)
7. Müglitztal (2.205)
8. Porschdorf (1.286)
9. Rathen, Kurort (410)
10. Rathmannsdorf (1.087)
11. Reinhardtsdorf-Schöna (1.603)
12. Rosenthal-Bielatal (1.714)
13. Struppen (2.689)